# Wang Hong (Wan Tan)

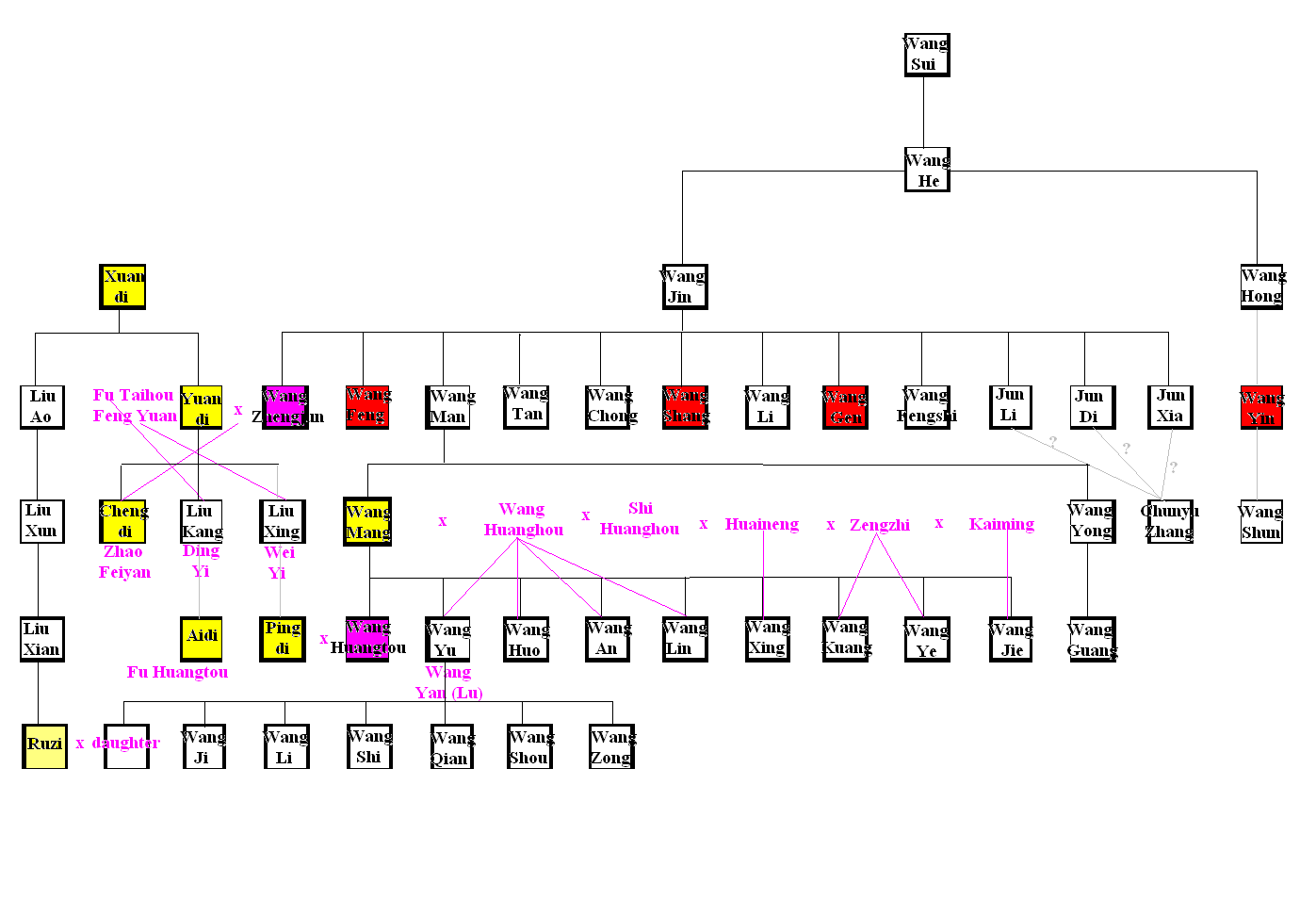
Stamboom van de familie Wang

Wang Hong (†30 na Chr.) was een hoge Chinese functionaris onder de laatste periode van de Westelijke Han-dynastie en onder zijn neef, keizer Wang Mang. Wang Hong was een zoon van Wang Tan, zelf een jongere halfbroer van keizerin-weduwe Wang Zhengjun en behoorde zo, net als zijn drie (half)broers Wang Ren, Wang Quji en Wang Xiang tot de familie die aan het einde van de Westelijke Han-dynastie en onder de Xin-dynastie de feitelijke politieke macht bezat.
Toen Ai in 7 v.Chr. keizer werd, was Wang Hong als Zhong Changshi (中常侍) lid van zijn hofhouding. Na verloop van tijd ontwikkelde zich een (waarschijnlijk) homoseksuele relatie tussen de keizer en zijn gunsteling Dong Xian (董賢, 23?– †1 v.Chr.). Wang Hong kreeg opdracht te bemiddelde bij een (zij het mislukte) poging om Dong Kuanxin (董寬信), een jongere broer van Dong Xian te laten huwen met een dochter van zijn schoonvader Xiao Xian (蕭咸). Van de andere kant was Wang Hong in staat, zij het zeer voorzichtige kritiek te leveren op het voornemen van keizer Ai om af te treden en Dong Xian tot zijn opvolger te maken. Aidi had zijn keizerlijk zegel en de bijbehorende sjerp al overgedragen aan Dong Xian toen hij in 1 v.Chr. overleed. Onmiddellijk pakte Wang Hong die symbolen van de keizerlijke macht weer af van Dong Xian en overhandigde ze aan Wang Zhengjun, de Verheven keizerin-weduwe. Zij wist vervolgens de macht van haar Wang-clan te herstellen.
Sindsdien bestond er een vriendschappelijke band tussen haar en Wang Hong. Dit was zeer tegen de zin van Wang Mang die de keizerin-weduwe zoveel mogelijk wilde isoleren van onafhankelijk advies. Net als eerder Wang Ren en Wang Li werd ook Wang Hong weggestuurd uit de hoofdstad. Hij werd benoemd tot gouverneur (Taishou, 太守) van Dongjun en in 23 tot regionale commissaris (Mu, 牧) van Yanzhou. Volgens juan 99 van het Boek van de Han hield hij voortdurend rekening met een mogelijke executie door steeds vergif bij zich te dragen. Ook werd hij met hulp van de keizerin-weduwe gered uit minstens één situatie die hem schande (en daarmee mogelijk de doodstraf) had kunnen opleveren. Toen Wang Mang in 23 werd verslagen en gedood, sloot Wang Hong zich aan bij de Gengshi-keizer (r.23-25), die hem benoemde tot gouverneur van Langye.